# Abigail (film)
Abigail är en amerikansk skräckkomedifilm från 2024 i regi av Matt Bettinelli-Olpin och Tyler Gillett, från ett manus skrivet av Stephen Shields och Guy Busick. Filmen är baserad på skräckvampyrfilmen Draculas dotter från 1936, och fungerar även som en ombildning av denna film. I rollerna syns Melissa Barrera, Dan Stevens, Alisha Weir, Kathryn Newton, Will Catlett, Kevin Durand, Angus Cloud och Giancarlo Esposito. Cloud gick bort i en drogöverdos i slutet av juli 2023 och medverkar i filmen postumt.

## Handling
Filmens handling kretsar kring ett gäng kidnappare, som tillfångatar en ung flicka vid namn Abigail, som de får i uppdrag att övervaka. Men det denna kidnappargrupp inte vet, är att Abigail råkar vara ett vampyrmonster, något som de snart ska bli varse.

## Rollista
| Melissa Barrera    | – Joey           |
| Dan Stevens        | – Frank          |
| Alisha Weir        | – Abigail        |
| Kathryn Newton     | – Sammy          |
| Will Catlett       | – Rickles        |
| Kevin Durand       | – Peter          |
| Angus Cloud        | – Dean           |
| Giancarlo Esposito | – Lambert        |
| Matthew Goode      | – Abigails pappa |

## Produktion

### Utveckling
I april 2023 meddelades att Radio Silence Productions höll på att utveckla en monsterfilm för Universal Studios, med Matt Bettinelli-Olpin och Tyler Gillett som regissörer, Chad Villella, William Sherak, Paul Neinstein, och James Vanderbilt som producenter, och Stephen Shields och Guy Busick som manusförfattare. Projektet sades vara en "modern anpassning" kring en av karaktärerna i Universal-skräcken, som skulle likna The Invisible Man (2020) och Renfield, med synopsis: "En unik upplevelse av legendarisk monsterlore, som kommer att representera en fräsch, ny riktning för hur man firar klassiska karaktärer". Projektet var från början tänkt att påbörjas av Bettinelli-Olpin och Gillett direkt efter premiären av Scream (2022), men det blev framflyttat till efter premiären av Scream VI år 2023. Det uppgavs senare att projektet tidigare hade haft titeln Draculas dotter. I januari 2024 blev det officiellt att filmen skulle ha titeln Abigail.

### Rollsättning
I april 2023 fick Melissa Barrera en av huvudrollerna i filmen, följd av Dan Stevens, Kevin Durand, Alisha Weir, Kathryn Newton, Angus Cloud och Will Catlett. I juni fick Giancarlo Esposito en så kallad "stödroll"roll. Det avslöjades även senare att Weir skulle inneha rollen som "Draculas dotter".

### Inspelning
Huvudfotograferingen av filmen påbörjades i Irlands huvudstad Dublin den 30 juni 2023, under arbetstiteln Abducting Abigail. Inspelningarna avbröts dock juli på grund av den då pågående Hollywoodstrejken i USA. Angus Cloud, som gick bort i en drogöverdos den 31 juli, hann filma klart alla sina scener, vilket blev ett av hans sista arbeten. Inspelningarna avslutades den 15 december samma år.

### Musik
I januari 2024 meddelades att Brian Tyler, som tidigare hade samarbetat med Matt Bettinelli-Olpin och Tyler Gillett, skulle stå för kompositionen av musiken.

## Utgivning
Abigail hade biopremiär av Universal Studios den 19 april 2024.